# Предвзятое рассуждение
Предвзятое рассуждение — явление в когнитивной науке и социальной психологии, при котором эмоциональные предубеждения приводят к выводам, основанным на их желательности для индивида, а не на точном отражении фактов.
Это «тенденция находить аргументы в пользу выводов, в которые мы хотим верить, сильнее, чем аргументы в пользу выводов, которым мы не хотим верить». Таким образом, люди склонны делать предубеждённые выводы не только потому, что они этого хотят, но и потому, что такие выводы больше соответствуют их существующим убеждениям.
Предвзятое рассуждение похоже на предвзятость подтверждения — когнитивное искажение, при котором доказательства, подтверждающие существующее убеждение, вызывают больше доверия, чем доказательства, опровергающие такое убеждение. Это искажение контрастирует с критическим мышлением, то есть мышлением, основанным на логике, а не на убеждениях.
Предвзятое рассуждение может привести к формированию устойчивых ложных убеждений, несмотря на ясные доказательства обратного. При этом объективные доводы, такие как научные данные или обоснованные мнения, не доходят до сознания индивида, поскольку противоречат желаемому выводу.

## Примеры
Пропаганда, например, во время российского вторжения на Украину (2022). По мнению британского еженедельника The Economist, российская интерпретация событий на Украине является пропагандой, основанной, в том числе, на эффекте предвзятого мышления. Успеху такой пропаганды, по мнению журнала, способствует не только частое повторение предвзятых мнений, но и репрессии за выражение альтернативных мнений. Таким образом, противостояние официальной точке зрения не только выводит индивида из личной зоны комфорта, но и создает для него физическую угрозу. По мнению политолога Андрея Колесникова: «Люди не хотят смотреть независимые медиа, а если и смотрят, то не хотят им верить. Таков механизм психологической защиты».